# Михайлинський цукровий завод

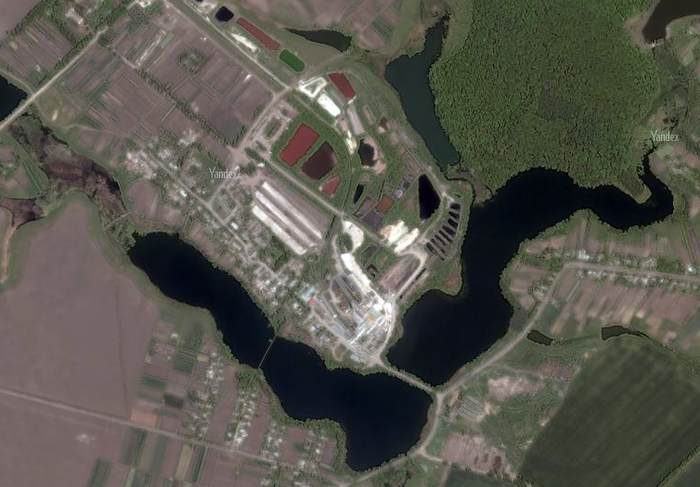
Знімок Михайлинського цукрового заводу із супутника

ТзОВ Юзефо-Миколаївська АПК. «Михайлинський цукровий завод»  раніше Юзефо-Миколаївський цукровий завод  — підприємство харчової промисловості у Вінницькій області.

## Розташування підприємства
Підприємство розташоване у північній частині Вінницької області. На Козятинщині у селі Михайлин. Цікавим також є і місце розташування самого заводу — на півострові навколо ставків.

## Продукція
Цукровий пісок, патока, жом.